# Кассио, Никола
Никола Кассио (итал. Nicola Cassio; род. 9 июля 1985, Триест) — итальянский пловец, специалист по плаванию вольным стилем. Выступал за сборную Италии по плаванию в 2000-х годах, чемпион мира и Европы, обладатель золотых медалей Универсиады и Средиземноморских игр, многократный победитель и призёр первенств национального значения, бывший рекордсмен Европы в эстафете 4 × 200 метров вольным стилем, участник летних Олимпийских игр в Пекине.

## Биография
Никола Кассио родился 9 июля 1985 года в городе Триесте, автономная область Фриули — Венеция-Джулия.
Занимался плаванием в Риме в бассейне Circolo Canottieri Aniene.
Впервые заявил о себе на международном уровне в сезоне 2003 года, когда вошёл в состав итальянской национальной сборной и побывал на юниорском европейском первенстве в Глазго, откуда привёз награду серебряного достоинства, выигранную в плавании вольным стилем на 400 метров.
Будучи студентом, в 2005 году выступил на Универсиаде в Измире, где вместе со своими соотечественниками одержал победу в программе эстафеты 4 × 200 метров вольным стилем.
В 2006 году в эстафете 4 × 200 метров вольным стилем завоевал золотые медали на чемпионате мира на короткой воде в Шанхае и на чемпионате Европы в Хельсинки, причём в обоих случаях установил рекорды Европы в данной дисциплине, продержавшиеся впоследствии в течение двух лет.
В 2007 году в эстафете 4 × 200 метров вольным стилем взял бронзу на Универсиаде в Бангкоке, участвовал в чемпионате мира по водным видам спорта в Мельбурне — был восьмым в плавании 200 метров вольным стилем и пятым в эстафете 4 × 200 метров вольным стилем.
В 2008 году в эстафете 4 × 200 метров вольным стилем стал бронзовым призёром на чемпионате мира на короткой воде в Манчестере и победил на чемпионате Европы в Эйндховене. Благодаря череде удачных выступлений удостоился права защищать честь страны на летних Олимпийских играх в Пекине — в эстафете 4 × 200 метров вольным стилем благополучно преодолел предварительный квалификационный этап, тогда как в решающем финальным заплыве стал со своей командой четвёртым.
После пекинской Олимпиады Кассио остался в итальянской национальной сборной и продолжил принимать участие в крупнейших международных соревнованиях. Так, в 2009 году он выиграл две серебряные медали на Универсиаде в Белграде, в эстафете 4 × 200 метров вольным стилем и в комбинированной эстафете 4 × 100 метров, одержал победу на домашних Средиземноморских играх в Пескаре.
Завершил спортивную карьеру по окончании сезона 2013 года.